# 天羽浩平
天羽 浩平（あもう　こうへい、1928年（昭和3年）7月31日 - ）は、日本の計算機科学者、実業家。

## 経歴
外交官の父・天羽英二の三男として関東州・大連で生まれる。
東京市青南尋常小学校、旧制東京都立第一中学校、旧制第一高等学校を経て、東京大学工学部電気工学科へ入学する。1952年（昭和27年）同大卒業後、東京芝浦電気（現・東芝）に入社。同年より第一回フルブライト留学生としてスタンフォード大学大学院電子工学科にてコンピュータを研究し工学博士の学位を取得する。1956年（昭和31年）に帰国し、コンピュータの開発、設計から商品化や事業化に取り組む。その後は、日電東芝情報システム常務取締役、東芝取締役・常務取締役、日本オリベッティ副社長、日本サン・マイクロシステムズ代表取締役社長、米国サン・マイクロシステムズ副社長、外資系情報産業研究会会長、日本サン・マイクロシステムズ代表取締役会長、会津リエゾンオフィサー、日本ピープルソフト監査役などを歴任した。